# Reynaldo Vera González-Quevedo

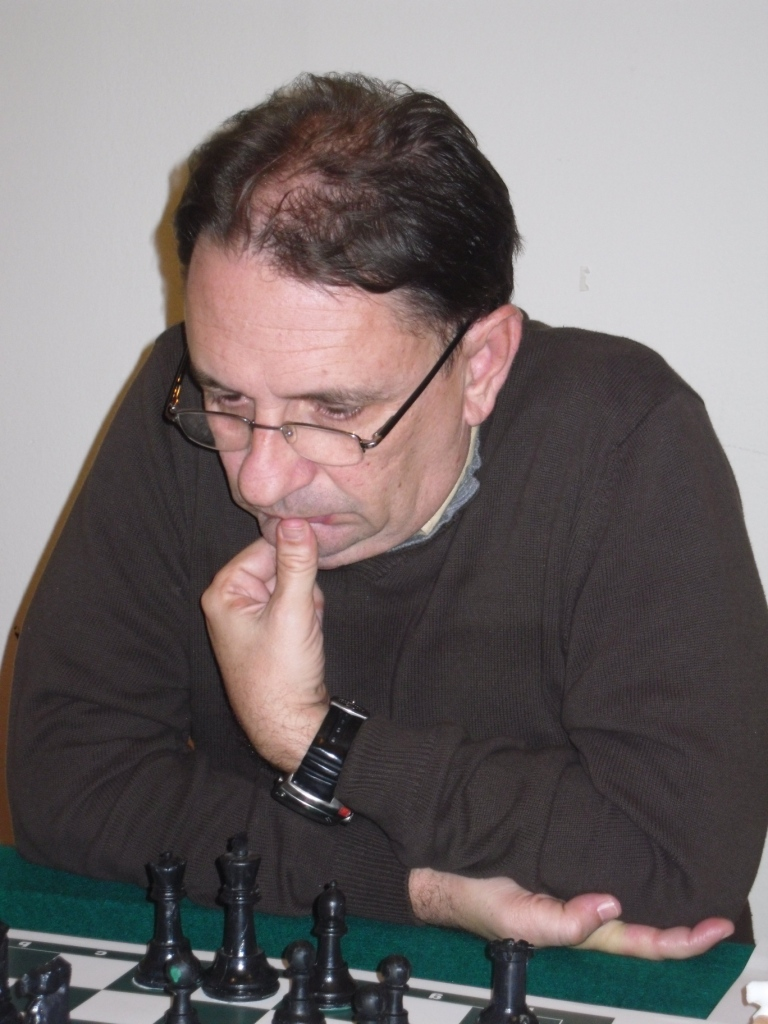
Reynaldo Vera González-Quevedo in 2008

Reynaldo Vera González-Quevedo (7 januari 1961) is een Cubaanse schaker. Sinds 1988 heeft hij de titel grootmeester (GM). Twee keer was hij kampioen van Cuba (1997, 2001). In 1998 won hij een individuele gouden medaille op de Schaakolympiade. 

## Schaakcarrière
In 1977 werd Reynaldo Vera González-Quevedo in Innsbruck vierde op het Wereldkampioenschap schaken voor junioren. Hij deed diverse keren mee aan het Cubaanse schaakkampioenschap, dat twee keer door hem werd gewonnen (1997, 2001). Reynaldo Vera González-Quevedo werd gedeeld of ongedeeld winnaar in Havana (1980), Varna (1986), León (1996), San Sebastián (2007).
Reynaldo Vera González-Quevedo speelde voor Cuba in de volgende Schaakolympiades:
- in 1980, aan het 2e reservebord in de 24e Schaakolympiade in Valletta (Malta) (+3 =1 –2)
- in 1984, aan het 2e reservebord in de 26e Schaakolympiade in Thessaloniki (+1 =3 –1)
- in 1986, aan het 1e reservebord in de 27e Schaakolympiade in Dubai (+3 =5 –1)
- in 1988, aan het 1e reservebord in de 28e Schaakolympiade in Thessaloniki (+2 =3 –3)
- in 1990, aan het 4e bord in de 29e Schaakolympiade in Novi Sad (+3 =3 –4)
- in 1994, aan het 3e bord in de 31e Schaakolympiade in Moskou (+1 =5 –1)
- in 1996, aan het 1e reservebord in the 32e Schaakolympiade in Jerevan (+3 =4 –0)
- in 1998, aan het 3e bord in de 33e Schaakolympiade in Elista (+5 =4 –0) met een individuele gouden medaille
- in 2000, aan het 2e bord in de 34e Schaakolympiade in Istanboel (+0 =2 –3)
- in 2002, aan het 3e bord in de 35e Schaakolympiade in Bled (+3 =6 –0)

Reynaldo Vera González-Quevedo nam met het Cubaanse team deel aan het Wereldkampioenschap schaken voor landenteams:
- in 1989, aan het 4e bord op het 2e WK landenteams in Luzern (+2 =2  –2)
- in 1993, aan het 2e bord op het 3e WK landenteams in Luzern (+2 =4  –3)
- in 1997, aan het 4e bord op het 4e WK landenteams in Luzern (+2 =3  –1)
- in 2001, aan het 2e bord op het 5e WK landenteams in Jerevan (+0 =5  –3)

Reynaldo Vera González-Quevedo nam vier keer met Cuba deel aan het Pan-Amerikaans schaakkampioenschap voor landenteams:
- in 1987, aan het 4e bord op het 3e Pan-Amerikaans kampioenschap voor landenteams in Junín (+3 =3 –1) met een gouden medaille met het team  en een individuele zilveren medaille
- in 1991, aan het 4e bord op het 4e Pan-Amerikaans kampioenschap voor landenteams in Guarapuava (+3 =1 –1) met een gouden medaille met het team en een individuele gouden medaille
- in 1995, aan het 3e bord op het 5e Pan-Amerikaans kampioenschap voor landenteams in Cascavel (+1 =1 –1) met een gouden medaille met het team
- in 2000, aan het 1e bord op het 6e Pan-Amerikaans kampioenschap voor landenteams in Mérida (Brazilië) (+1 =3 –0) met een gouden medaille met het team  en een individuele zilveren medaille

Reynaldo Vera González-Quevedo speelde voor Cuba in het wereldkampioenschap voor landenteams met spelers tot 26 jaar:
- in 1978, aan het eerste reservebord in het 1e WK landenteams met spelers tot 26 jaar in Mexico City (+1 =0 –2) met een bronzen medaille met het team
- in 1980, aan het derde bord in het 2e WK landenteams met spelers tot 26 jaar in Mexico City (+4 =2 –4)

In 1979 kreeg hij de titel Internationaal Meester (IM) en in 1988 de titel grootmeester (GM). 
In juli 2000 was zijn Elo-rating 2584. 
Sinds 2007 is Reynaldo Vera González-Quevedo ook een FIDE Senior Trainer.  

## Externe koppelingen
- (en)   Informatie over schaakpartijen van Reynaldo Vera González-Quevedo op ChessGames.com
- (en)   Informatie over schaakpartijen van Reynaldo Vera González-Quevedo op 365chess.com
- (en)  FIDE-ratinggegevens voor Reynaldo Vera González-Quevedo